# Loomis (Kalifornija)
Loomis je gradić u američkoj saveznoj državi Kalifornija. Prema popisu stanovništva iz 2010. u njemu je živjelo 6.430 stanovnika.